# مارسيل كوتيه
مارسيل كوتيه هو اقتصادي كندي، ولد في 29 يوليو 1942 في مالاركتيك في كندا، وتوفي في 25 مايو 2014 في سان شارلز بورومي في كندا بسبب نوبة قلبية.

## وصلات خارجية
- الموقع الرسمي